# Euphorbia poeppigii
Euphorbia poeppigii är en törelväxtart som först beskrevs av Johann Friedrich Klotzsch och Christian August Friedrich Garcke, och fick sitt nu gällande namn av Pierre Edmond Boissier. Euphorbia poeppigii ingår i släktet törlar, och familjen törelväxter. Inga underarter finns listade i Catalogue of Life.